# Casa Sollievo della Sofferenza
(Padre Pio durante un sopralluogo sul sito prima della costruzione.)
La Casa Sollievo della Sofferenza è una struttura sanitaria privata ubicata nel comune italiano di San Giovanni Rotondo, in provincia di Foggia.
Istituita e inaugurata sotto l'egida di Padre Pio il 5 maggio 1956, è un “ospedale religioso classificato” ad elevata specializzazione, dotato di circa 900 posti letto suddivisi tra 30 reparti di degenza medici e chirurgici, 50 specialità cliniche con un “catalogo” di circa 4300 prestazioni diagnostiche e terapeutiche. Ogni anno registra circa 57 000 ricoveri e oltre 1,3 milioni di prestazioni ambulatoriali. Risulta pertanto essere il maggiore ospedale privato del sud Italia.
La struttura è di proprietà della Santa Sede, attraverso la Fondazione di Religione e di Culto Casa Sollievo della Sofferenza, anche nota come Opera Padre Pio.

## Storia
La Casa Sollievo, nata come clinica privata di 250 posti letto, nel 1971 ha ottenuto il primo riconoscimento giuridico, quale Fondazione di religione e di culto senza scopo di lucro (Decreto del Presidente della Repubblica n. 14 del 14 gennaio 1971).
Successivamente assume la qualifica di ospedale provinciale (Decreto del Medico Provinciale del 4 agosto 1971) e quindi di ospedale generale regionale (Decreto del Presidente della Regione Puglia n. 943, del 2 giugno 1980), provvedimento che ne ha determinato l'inserimento nel Sistema Sanitario Nazionale. La natura giuridica dell'ospedale è quella di un ente privato, di proprietà della Santa Sede (nominata legataria nel testamento di Padre Pio, che ne fu solo azionista dall’inaugurazione fino al giorno del decesso), che eroga un servizio pubblico.
Il 16 luglio del 1991, Casa Sollievo della Sofferenza ha ricevuto la qualifica di Istituto di Ricovero e Cura a Carattere Scientifico (IRCCS) nel settore delle malattie genetiche ed eredo-familiari, dal 5 dicembre 2012 ampliata al settore delle malattie genetiche, terapie innovative e medicina rigenerativa.
L'ospedale "pesa" occupazionalmente sul 30% del settore terziario della città in cui ha sede.

### Cronologia

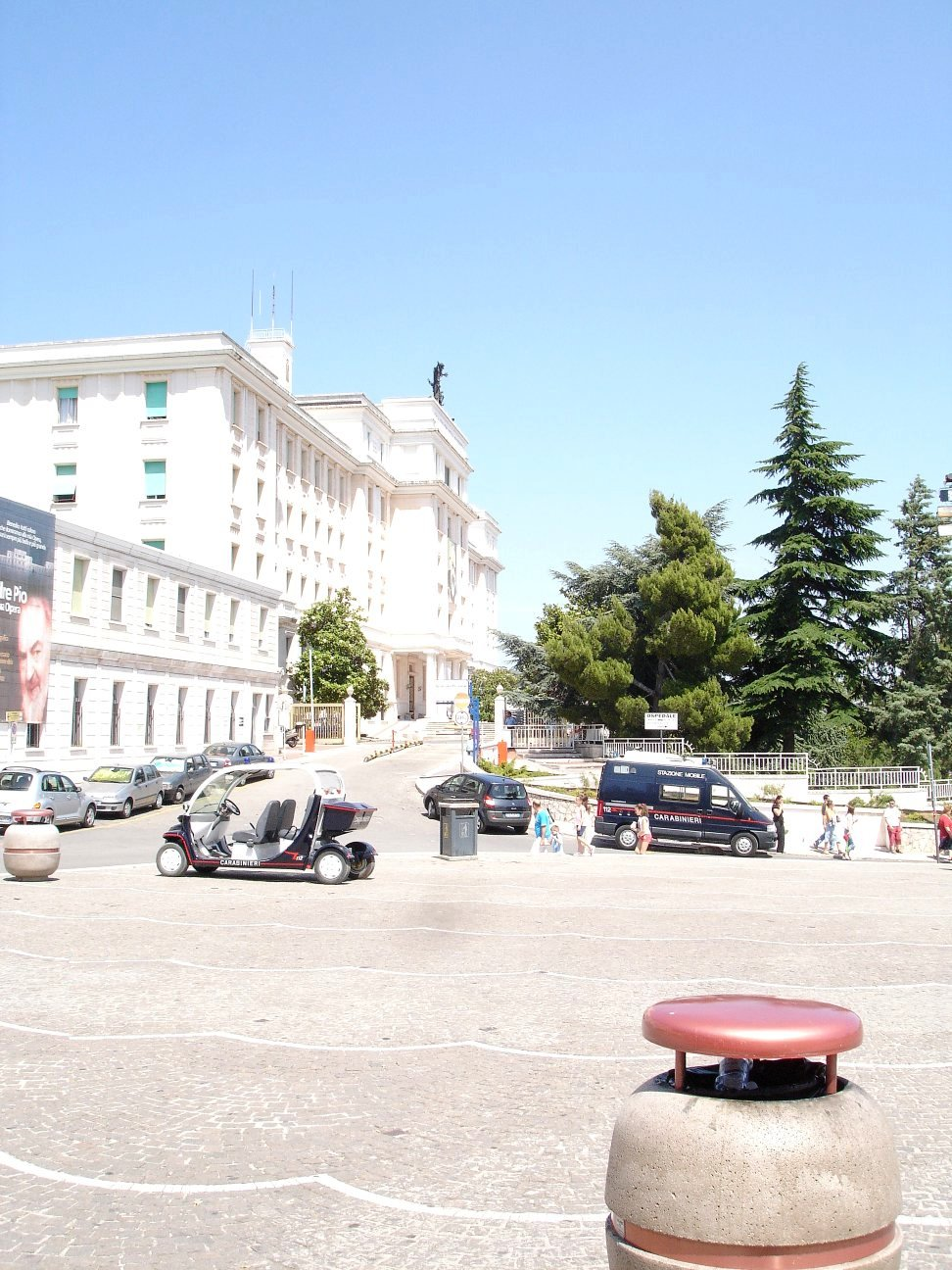
Scorcio di Casa Sollievo della Sofferenza, vista dal Convento di Santa Maria Delle Grazie.

- 1940: Costituzione del primo comitato, capeggiato da Padre Pio (che dà il nome all'opera di Casa Sollievo della Sofferenza) con Mario Sanvico, Guglielmo Sanguinetti, Carlo Kisvarday. L'edificio viene progettato dall'architetto Angelo Lupi.
- 1946: Costituzione della società per iniziare i lavori.
- 1947: Inizio dei lavori.
- 1954: Inaugurazione del poliambulatorio, comprendente il pronto soccorso, il laboratorio d'analisi cliniche, la Medicina Generale, l'Odontoiatria, la Pediatria. Il dottor Luigi Pancaro, primo medico stabile della Casa, istituisce la Banca del Sangue.
- 1956: Inaugurazione della Casa Sollievo, comprendente la Chirurgia generale e l'Urologia, con due sale operatorie; la Medicina con annessa la Cardiologia; l'Ortopedia e Traumatologia; la Pediatria; l'Ostetricia-Ginecologia con sala operatoria autonoma e sala parto; la Radiodiagnostica e terapia fisica; i Laboratori d'indagine clinica e il servizio trasfusionale. I letti disponibili erano 250. Il Poliambulatorio comprendeva i servizi chirurgico, medico, ostetrico-ginecologico, pediatrico, ortopedico, odontoiatrico, odontostomatologico, oculistico e il pronto soccorso con la guardia medica permanente. L'attività comprendeva i servizi delle centrali termica ed elettrica, della lavanderia e stireria, delle cucine. La Casa già da allora disponeva di un'azienda agricola che forniva latte, uova, pollame, olio. Clinici illustri si resero disponibili come consulenti: Valdoni (Chirurgia generale e Cardiochirurgia), Cassano (Medicina), Bacialli (Ostetricia), Marino Zuco (Ortopedia), Salvioli (Pediatria), Toniolo (Radiologia).
- 1958: Padre Pio dà il via ai nuovi lavori, che cominciano il 3 giugno. Viene posta la prima pietra di una nuova ala che permette di collocare la Pediatria e l'Ortopedia in ambienti del tutto nuovi, e di espandere la Medicina; nuovi ambienti anche per la e la sala riunioni. Viene aperto il reparto di Otoiatria. In ottobre viene aperta la scuola convitto.
- 1968: Alla morte di Padre Pio, l'ospedale (passato sotto il controllo della Santa Sede) dispone di 600 posti letto.
- 1969: Viene posta la prima pietra del nuovo ampliamento per la nuova Ostetricia e la nuova Pediatria.
- 1971: La Casa Sollievo è classificata come ospedale provinciale.
- 1973: Viene inaugurata la nuova ala dell'ospedale che permette una nuova sistemazione della Pediatria e della Ostetricia-Ginecologia. Successivamente dal reparto di Medicina generale, comprendente la sezione di malattie infettive e la Geriatria, si distaccano e diventano autonome la Gastroenterologia (aperta nel giugno 1977) e la Ematologia (inaugurata il 29 aprile 1978). Dalla Radiologia si distacca la Medicina Nucleare.
- 1978: Viene aperto il reparto di Oculistica e nominato presidente della Casa mons. Riccardo Ruotolo.
- 1979: Inaugurata la Nefrologia, con il servizio di emodialisi, e la Dermatologia.
- 1980: Apertura dell'unità di Rianimazione. La Casa Sollievo è classificata come ospedale regionale.
- 1981: Il cardinale Agostino Casaroli, Segretario di Stato Vaticano, inaugura il nuovo Poliambulatorio. Nello stesso anno viene attivata la nuova Farmacia e posta la prima pietra per l'ampliamento della scuola convitto.
- 1984: Nuove realizzazioni: il servizio di Medicina Nucleare e la Radioterapia; il servizio di Istologia Patologica, gli ampliamenti dei reparti di Dermatologia, Ostetricia e Pediatria.
- 1985: Inizia l'attività l'Unità Coronarica, la nuova cucina, i Centri di Medicina Sociale.
- 1987: Visita di papa Giovanni Paolo II. Inaugurazione della statua di San Francesco posta alla sommità della Casa. Posa della prima pietra del Poliambulatorio e della residenza per anziani “Casa Padre Pio”.
- 1988: Inaugurati nuovi ambienti della Radiologia.
- 1989: Nuove realizzazioni: la Risonanza Magnetica e nuovi ambienti della Medicina Nucleare, Cardiologia, Neonatologia.
- 1990: Inizia la sua attività clinica il servizio di Genetica Medica. Nello stesso anno viene attivata la nuova Sala Nido.
- 1991: Il cardinale Agostino Casaroli benedice i nuovi reparti e ampliamenti, riguardanti Neurochirurgia-Unità spinale, Neurologia, Oncologia, Sale operatorie -Rianimazione, Urologia, Ostetricia- Ginecologia, Pediatria, Endocrinologia. Inaugurazione della residenza per anziani “Casa Padre Pio”. La Casa Sollievo riceve la qualifica di Istituto di Ricovero e Cura a Carattere Scientifico (IRCCS).
- 1995: Inaugurazione del reparto di Chirurgia Vascolare.
- 1996: Il cardinale Angelo Sodano, Segretario di Stato Vaticano, benedice la nuova Neurologia, il laboratorio di ricerca di Genetica Medica, il reparto di Chirurgia Vascolare, gli ampliamenti dell'Otorino, della Lavanderia e degli spogliatoi del personale.
- 2000: Attivato il nuovo blocco operatorio-sale parto del reparto di Ostetricia-Ginecologia.
- 2001: Inaugurazione a Roma dell'Istituto CSS-Mendel fondato da Luigi Gedda.

Il cardinale Ersilio Tonini benedice i nuovi servizi ospedalieri: la sezione di Neuroradiologia che accoglie la prima risonanza magnetica 3 Tesla installata in Italia, la Radiologia Interventistica, il nuovo Pronto Soccorso.
- 2002: Inaugurazione del Poliambulatorio "Giovanni Paolo II" alla presenza del cardinale Paolo Romeo.
- 2006: 50º dalla fondazione dell'Ospedale Casa Sollievo della Sofferenza.
- 2007: Inaugurazione dell'apparecchiatura PET-TAC.
- 2009: Visita di papa Benedetto XVI.
- 2012: Primo trapianto di cellule staminali.
- 2015: Il cardinale Pietro Parolin, Segretario di Stato Vaticano, benedice il nuovo Istituto per la Biologia delle Cellule Staminali, la Medicina Rigenerativa e le Terapie Innovative (ISBReMIT).
- 2018: Visita di papa Francesco.

## Poliambulatorio Giovanni Paolo II
Il suddetto poliambulatorio è situato a circa 500 metri dalla Casa Sollievo della Sofferenza. L'estensione della struttura ammonta a circa 25000 m² ed è composto da sette piani. Esso rappresenta un ulteriore tassello verso la realizzazione della Cittadella ospedaliera voluta da Padre Pio.

## L'ampliamento dell'ospedale
Il 21 giugno 2012 viene compiuto un passo importante per la messa in atto dell'ampliamento del polo ospedaliero di Padre Pio. In consiglio comunale viene decisa l'alienazione di terreni situati nella località "Valle Oscura" allo scopo di destinarli all'ampliamento dell'ospedale.

## Ricerca scientifica
La Casa Sollievo della Sofferenza è stata riconosciuta come Istituto di ricovero e cura a carattere scientifico (IRCCS) nel 1991 con decreto del Ministero della Sanità.
La ricerca è incentrata perlopiù sulle malattie genetiche ed eredo-familiari. Attenzione è comunque dedicata anche alla ricerca circa le patologie più comuni.
Il 25 giugno 2012 nell'ospedale in questione è stato effettuato il primo trapianto di cellule cerebrali umane (cellule staminali) su un soggetto con sclerosi laterale amiotrofica. A capo dell'équipe che ha fatto ciò troviamo il Prof. Angelo Vescovi (direttore dell'IRCCS).
Il 21 Luglio 2016, viene stipulata una convenzione con l'Università degli Studi di Bari "Aldo Moro" per ricerche in ambito informatico, nel reparto di cardiologia.

## Sede universitaria
L'ospedale è sede dei corsi di laurea di primo livello in infermieristica dell'Università degli Studi di Foggia.